# Gladstone (Oregon)
Gladstone az Amerikai Egyesült Államok északnyugati részén, Oregon állam Clackamas megyéjében, Portlandtől 19 km-re délre, a Clackamas- és Willamette-folyók találkozásánál helyezkedik el. A 2010. évi népszámláláskor 11 497 lakosa volt. A város területe 6,42 km², melyből 0,21 km² vízi.
Egykor a településen rendezték meg a megyei és állami vásárt is, de ezek azóta tágasabb helyre költöztek. A városban korábban beszédet tartott William Jennings Bryan államtitkár és Theodore Roosevelt elnökjelölt is.

## Történet

### Őslakosok
A telepesek ideérkezésekor számos őslakos csoport élt itt.
1804-ben Thomas Jefferson elnök megbízta a Lewis–Clark-expedíciót a Lousianai-terület és környékének feltérképezésével. Habár elhaladtak a Gladstone–Oregon City tengely mellett (a Csendes-óceán felé a Columbia-folyó mentén vezetett az út), információik nagyrészét a kalapuya és clackamas csoportoktól gyűjtötték.
A későbbi években az őslakosokat megtizedelte a külföldről behozott kolera és himlő.
Miután az új lakók Oregon Citybe költöztek, a lakhatásuk és gazdálkodásuk miatt az őslakosok átköltöztetését követelték, melynek következtében Gladstone mellett rezervátumot létesítettek.
Az egykori indiánokra emlékét a védelem alatt álló Pow Wow juharfa őrzi; a Clackamas Boulevardnál álló fánál egykor állítólag a helyi törzsek (főleg a clackamasok és multnomah-k) kereskedtek és házasodtak. 1860-ban itt rendezték a megyei-, egy évvel később pedig az országos vásárt, ahol a növény a bejáratot jelezte. 1937-ben tartották a fához kapcsolódóan szervezett Pow-Wow Festivalt.

### Az első telepesek
Az első lakók a földadományozási törvény útján jutottak telekhez. Az első családok a Cason és a Rinearson voltak; utóbbiaké (Peter M. Rinearson) a Jennings Lodge és a Clackamas-folyó, illetve a Willamette-folyó és a Portland sugárút közötti terület. Az 1843-ban a szövetségi törvényhozás szolgálatában álló Fendal Carson a sugárút túloldalán azonos méretű telket birtokolt.

### Sikertelen települések
A tényleges megalapítás előtt számos közösséggel próbálkoztak itt.
Az első az eredetileg Robin’s Nest nevet viselő Linn City volt, ahol az 1843-ban letelepedett Robert Moore a Willamette-folyó partjainál négy lisztmalmot és fűrészüzemet létesített. Később számos lakóházat, raktárat és malmot is emeltek, de ezek egy része 1861-ben leégett, majd az 1861–62-es áradás a megmaradtakat is megsemmisítette.
Másik balsorsú település volt a Willamette-vízesés mentén kiépült Canemah, amelyet 1861-ben az azonos áradás elmosott. Habár a közösség újjáépült, a zsiliprendszer 1873-as kiépültével kereskedelmi szerepe megszűnt, mivel többé nem kellett a hajók utasait átszállítani, se áruikat átrakodni. A helységet 1929-ben végül Oregon Cityhez csatolták.

### Gladstone megalapítása

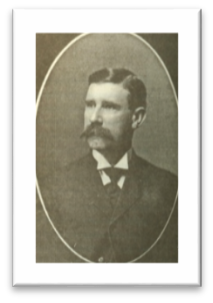
A városalapító Harvey Cross

Gladstone-t Harvey Cross bíró alapította 1889-ben, a település városi rangot pedig 1911. január 10-én kapott. Nevét az egykori brit miniszterelnökről, William Gladstone-ról kapta. Az első utcákat Cross jelölte ki; lakóházát az 1840-es évek végén építette Fendal Carson, Cross pedig 1862-ben vásárolta meg azt. Később a helyen halottasház lett; ma a Mr. Rooter vízvezetékszerelő vállalkozás székhelye. A közelben lévő, egykori indián település területén ma egy Crossról elnevezett park található.

### A chautauqua mozgalom
1894-ben a chautauqua a városba is elért. Cross engedélyezte, hogy a következő öt évben a Gladstone Parkban tarthassák az eseményt, miután Eva Emery Dye Oregon City-i író szerint ez jó hatással lenne a városra és lakóira. Az első alkalom 1894. június 24–26. között volt, amikor az újonnan alapított helyi szervezet előadásokat, oktatóprogramokat és koncerteket is kínált. Ezt évente ismételték egészen addig, míg a gladstone-i Chautauqua Park az USA harmadik legnagyobb, állandó chautauqua rendezvényhelye lett.
1896-ban William Jennings Bryan nagy szerepet játszott a lakosság békéhez és egyenlőséghez való hozzáállásának megváltoztatásában, miután az addigra 31,5 hektárosra nőtt helyszínen 6000 ember előtt elmondta „The Prince of Peace” („A béke hercege”) című, keresztény teológiai elméletét.
A rádiózás és közlekedés fejlődése, valamint a vígoperett-vándortársulatok megjelenésével a mozgalom jelentősége csökkenni kezdett, a helyi mozgalom pedig 1927-ben csődbe ment. Harvey Cross augusztus 7-én elhunyt, majd nem sokkal ezután a parkot, és a rajt lévő épületeket és a Chautauqua-tavat eladták a hetednapi adventisták nyugat-oregoni konferenciájának.

## Földrajz és éghajlat

### Földrajz

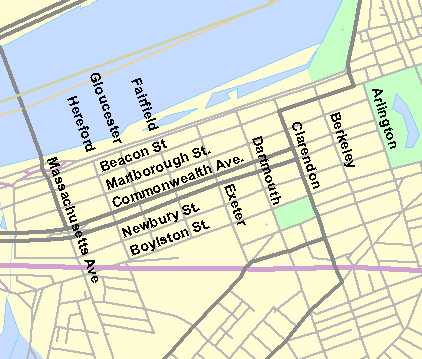
A bostoni Back Bay utcái; Gladstone-ban ugyanezen logika alapján nevezték el azokat

A települést két irányból folyók határolják. A várost észak–déli irányban az északi határnál futó Interstate 205 és a nyugati részen futó McLoughlin Boulevard (99E út) szelik át.
Sindey Smyth kérdezőbiztos ötlete alapján Harvey Cross bíró az utcákat USA-beli felsőoktatási intézményekről (Kaliforniai Egyetem, Berkeley Egyetem, Cornell Egyetem), illetve brit hercegekről, grófokról és egyetemekről (Exeteri Egyetem, Dartmouth grófja, Clarendon grófja) nevezte el; ettől a rendszertől csak a főutca (Portland sugárút) tér el; ez utóbbi nevét az 1893-tól működő, Portland felé közlekedő villamosról kapta.

### Éghajlat
A város éghajlata a Köppen-skála szerint meleg nyári mediterrán (Csb-vel jelölve). A legcsapadékosabb a november–január, a legszárazabb pedig a július–augusztus közötti időszak. A legmelegebb hónap augusztus, a leghidegebb pedig december.
| Hónap                         | Jan.  | Feb.  | Már. | Ápr. | Máj. | Jún. | Júl. | Aug. | Szep. | Okt. | Nov.  | Dec.  | Év    |
| ----------------------------- | ----- | ----- | ---- | ---- | ---- | ---- | ---- | ---- | ----- | ---- | ----- | ----- | ----- |
| Rekord max. hőmérséklet (°C)  | 18,9  | 23,9  | 27,2 | 33,3 | 40,0 | 39,4 | 42,2 | 41,7 | 40,6  | 35,6 | 23,9  | 20,0  | 42,2  |
| Átlagos max. hőmérséklet (°C) | 9,4   | 11,7  | 14,4 | 17,8 | 21,1 | 24,4 | 28,3 | 28,9 | 25,6  | 18,3 | 11,7  | 8,3   | 18,4  |
| Átlaghőmérséklet (°C)         | 6,1   | 7,3   | 9,4  | 12,0 | 15,0 | 18,1 | 20,8 | 21,1 | 18,4  | 13,1 | 8,1   | 5,0   | 12,9  |
| Átlagos min. hőmérséklet (°C) | 2,8   | 2,8   | 4,4  | 6,1  | 8,9  | 11,7 | 13,3 | 13,3 | 11,1  | 7,8  | 4,4   | 1,7   | 7,4   |
| Rekord min. hőmérséklet (°C)  | −18,9 | −14,4 | −5,6 | −2,2 | −0,6 | 2,8  | 5,0  | 5,0  | 0,6   | −4,4 | −12,8 | −14,4 | −18,9 |
| Átl. csapadékmennyiség (mm)   | 172   | 121   | 119  | 88   | 62   | 44   | 17   | 18   | 41    | 92   | 167   | 186   | 1127  |
| Forrás: The Weather Channel   |       |       |      |      |      |      |      |      |       |      |       |       |       |

## Népesség

### 2010
A 2010-es népszámláláskor a városnak 11497 lakója, 4540 háztartása és 3009 családja volt. A népsűrűség 1848,4 fő/km2. A lakóegységek száma 4779, sűrűségük 768,3 db/km2. A lakosok 89,2%-a fehér, 0,9%-a afroamerikai, 1%-a indián, 1,6%-a ázsiai, 0,4%-a a Csendes-óceáni szigetekről származik, 3,4%-a egyéb, 3,6%-a pedig kettő vagy több etnikumú. A spanyol vagy latino származásúak aránya 8,7% (6,7% mexikói, 0,3% Puerto Ricó-i, 0,1% kubai, 1,6% egyéb spanyol vagy latino származású.)
A háztartások 28,2%-ában élt 18 évnél fiatalabb. 46,7% házas, 14,2% egyedülálló nő, 5,4% egyedülálló férfi, 33,7% pedig nem család. 26,5% egyedül élt; 11,6%-uk 65 éves vagy idősebb. Egy háztartásban átlagosan 2,51 személy élt; a családok átlagmérete 3,01 fő.
A medián életkor 39,2 év volt. A város lakóinak 23,5%-a 18 évesnél fiatalabb, 5,8% 18 és 24 év közötti, 26,1%-uk 25 és 44 év közötti, 28,3%-uk 45 és 64 év közötti, 13,8%-uk pedig 65 éves vagy idősebb. A lakosok 48,6%-a férfi, 51,4%-a pedig nő.

### 2000
A 2000-es népszámláláskor  a városnak 11 438 lakója, 4246 háztartása és 3013 családja volt. A népsűrűség 1838,9 fő/km2. A lakóegységek száma 4419, sűrűségük 710,5 db/km2. A lakosok 90,4%-a fehér, 0,7%-a afroamerikai, 0,6%-a indián, 2,1%-a ázsiai, 0,3%-a a Csendes-óceáni szigetekről származik, 3%-a egyéb-, 2,8%-a pedig kettő vagy több etnikumú. A spanyol vagy latino származásúak aránya 6,1% (4,7% mexikói, 0,1% Puerto Ricó-i,  1,3% pedig egyéb spanyol/latino származású.)
A háztartások 36%-ában élt 18 évnél fiatalabb. 53,6% házas, 13,3% egyedülálló nő; 29% pedig nem család. 21,6% egyedül élt; 8,6%-uk 65 éves vagy idősebb. Egy háztartásban átlagosan 2,66 személy élt; a családok átlagmérete 3,11 fő.
A város lakóinak 26,6%-a 18 évesnél fiatalabb, 6,4% 18 és 24 év közötti, 29,3%-uk 25 és 44 év közötti, 23,4%-uk 45 és 64 év közötti, 11,5%-uk pedig 65 éves vagy idősebb. A medián életkor 35,5 év volt. Minden 100 nőre 93,8 férfi jut; a 18 évnél idősebb nőknél ez az arány 91,9.
A háztartások medián bevétele 46 368 amerikai dollár, ez az érték családoknál $52 500. A férfiak medián keresete $38 619, míg a nőké $28 300. A város egy főre jutó bevétele (PCI) $19 388. A családok 6,6%-a, a teljes népesség 9%-a élt létminimum alatt; a 18 év alattiaknál ez a szám 11,4%, a 65 évnél idősebbeknél pedig 5,9%.

## Kultúra, parkok és média
Minden évben augusztusban, a Max Patterson Memorial Parkban rendezik meg a korábban Gladstone Cultural Festival néven tartott Gladstone Community Festivalt, amely az egykori chautauqua mozgalomnak állít emléket. Kis mérete ellenére a településnek 17 parkja és pihenőhelye ven.
A helységből sugároz a spanyol nyelvű KRYP.

## Infrastruktúra

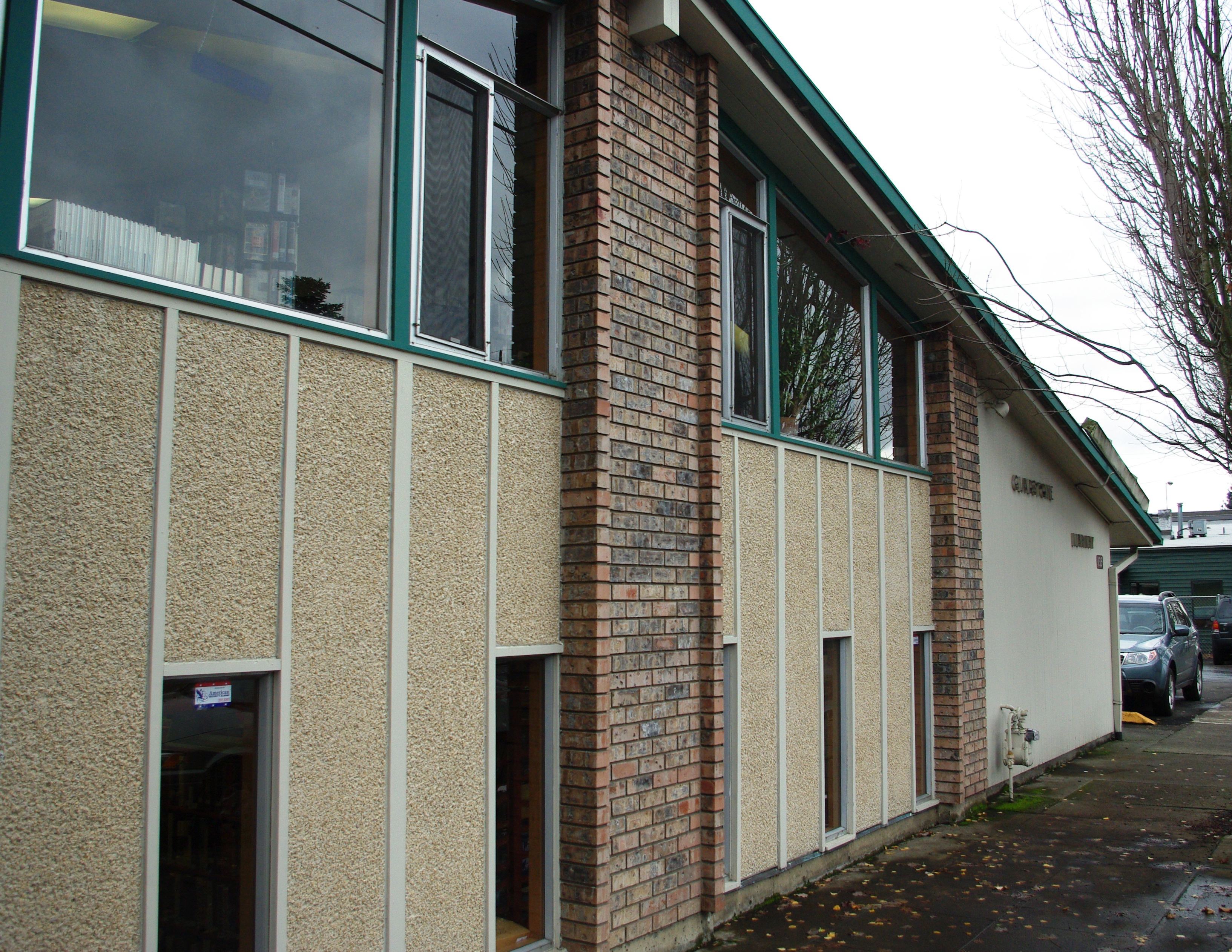
A helyi közkönyvtár

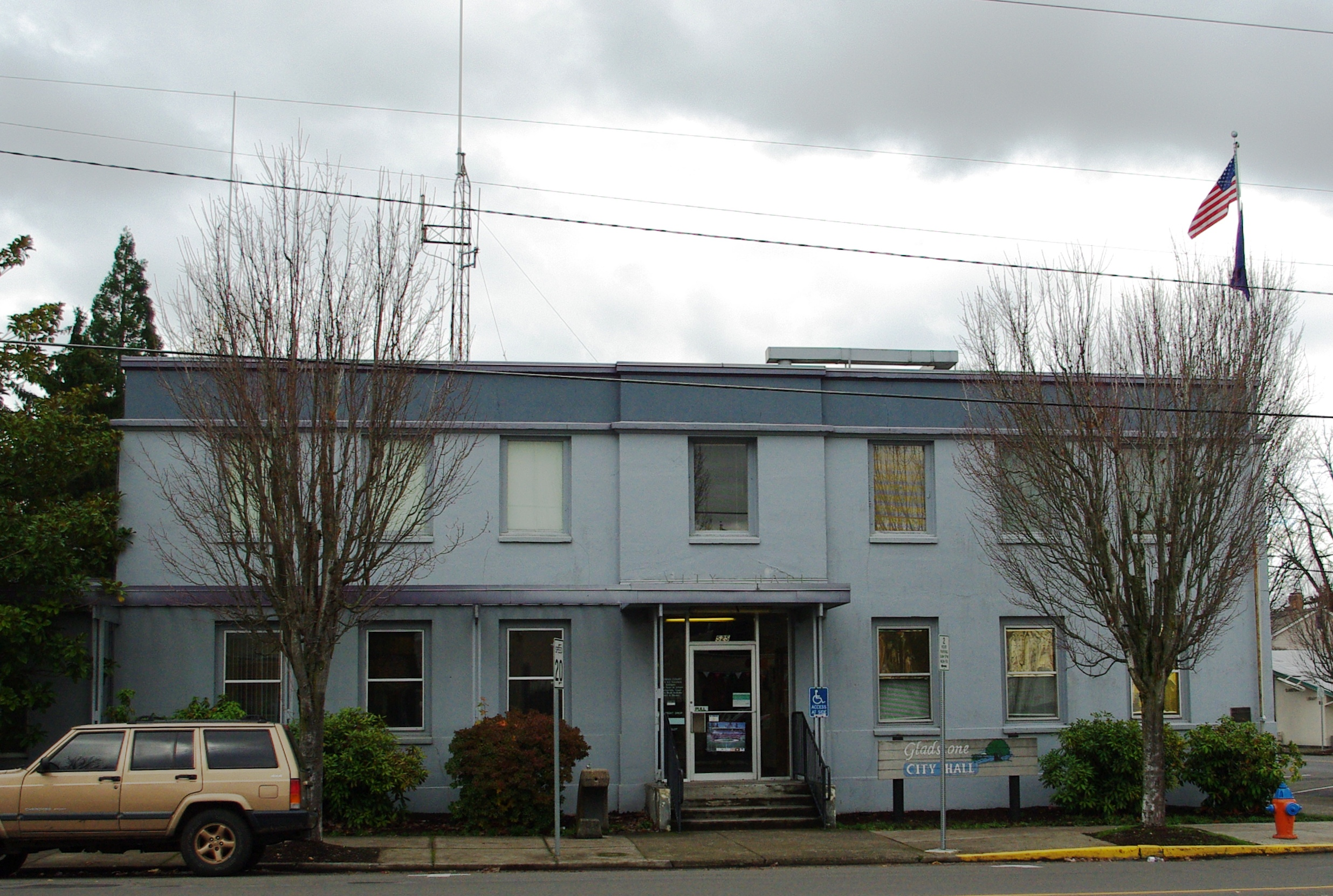
A városháza és a bíróság

### Oktatás

#### Iskolák
A településen minden iskolatípusból (általános- és középiskola, illetve gimnázium) egy van (John Wetten Elementary School, Kraxberger Middle School és Gladstone High School); ezek a Gladstone-i Iskolakerülethez tartoznak. 2006-ban 40 millió dollár értékben biztosítottak forrásokat, melyből 26 milliót a gimnázium átépítésére jelöltek ki. Az összeget a tankerület refinanszírozta, így a 2024-es üzleti évben az adófizetők megtakaríthatják a teljes összeg 5%-át (805 040 dollár).

#### Könyvtár
A helyi közkönyvtár csatlakozott a Clackamas megyei Könyvtár-információs Hálózathoz. 2012-ben 10 millió dollárnyi forrást különítettek el, de a Save Gladstone (Mentsük meg Gladstone-t) csoport akadályozta a projektet, ezért 2014 novemberében új, 6,4 millió dollárnyi támogatási projekttel próbálkoztak.

### Közösségi közlekedés
A város tömegközlekedését a TriMet biztosítja; a várost érintő járatok a 32 – Oatfield, a 33 – McLoughlin/King Road, a 34 – Linwood/River Road, a 79 – Clackamas/Oregon City és a 99 – Macadam/McLoughlin expresszbusz.

### Közszolgáltatások és életminőség
A felmérések alapján a lakosság elégedett a várossal, többségük a jó/kiváló kategóriába sorolta. 2012 novemberében a polgárok elsöprő többséggel szavazták meg a rendőrök, tűzoltók és mentők illetményének emelését.

## Híres személyek
- Clifton James – színész; leginkább James Bond-filmekből (Élni és élni hagyni és az Az aranypisztolyos férfi) ismert[51]
- Liz Shuler – munkajogi aktivista, a szakszervezeteket tömörítő American Federation of Labor and Congress of Industrial Organizations gazdasági titkára, egyben az első nő, aki betölti a tisztséget[52]

## Fordítás
Ez a szócikk részben vagy egészben  a   Gladstone, Oregon című angol Wikipédia-szócikk ezen változatának fordításán alapul.  Az eredeti cikk szerkesztőit annak laptörténete sorolja fel. Ez a jelzés csupán a megfogalmazás eredetét és a szerzői jogokat jelzi, nem szolgál a cikkben szereplő információk forrásmegjelöléseként.